# Lőkösháza
Lőkösháza – wieś i gmina w południowo-wschodniej części Węgier, w pobliżu miasta Gyula.

## Położenie
Miejscowość leży na obszarze tzw. Kraju Zacisańskiego (węg. Tiszántúl), będącego częścią Wielkiej Niziny Węgierskiej. Gmina położona jest w pobliżu granicy rumuńskiej. Administracyjnie należy do powiatu Gyula, wchodzącego w skład komitatu Békés i jest jedną z jego 4 gmin.

## Komunikacja
We wsi jest stacja kolejowa Lőkösháza. Ze względu na swoje przygraniczne położenie w miejscowości zatrzymują się pociągi dalekobieżne, a nawet międzynarodowe, m.in. z Bukaresztu i Wiednia.